# 山本やみー
山本 やみー（やまもと やみー）は、日本の漫画家。2021年より『マガジンポケット』（講談社）にて、門馬司原作の『ギルティサークル』を連載している。成年誌でも執筆を行っている。

## 来歴
2019年、『裏サンデー』（小学館）と『マンガワン』（同）にてMITAの原作による『ドクザクラ』の連載を開始。連載終了のタイミングで山本に声がかかり、担当編集者の紹介により門馬司と組むことが決まる。2021年より『マガジンポケット』（講談社）にて、門馬の原作による『ギルティサークル』の連載を開始。

## 人物
漫画家になる前から10年以上住んでいた福岡市東区のアパートは、1DKで家賃は3万4000円。漫画家になる前も漫画家になった後もしばらく、住居兼仕事場として10年以上住んでいた。山本は「いつか連載を勝ち取ってこんな部屋とおさらばしてやる！」と考えていたものの、作品の連載開始後もこのアパートに住んでいたが、当時のスタッフ全員がこれより倍近い家賃の好物件で暮らしていることを知り、引っ越しをした。交通の便がよく、住み心地がよかったといい、思い出の間取りだと山本は話している。

## 作品リスト

### 一般向け

#### 連載（一般向け）
- ドクザクラ（原作：MITA、『裏サンデー』・『マンガワン』[4]2019年5月1日[7] - 2020年10月7日[8]）
- ギルティサークル（原作：門馬司、『マガジンポケット』[3]2021年5月4日[2] - 連載中）

#### 読み切り（一般向け）
- 『生徒会役員共』企画「生徒会アンソロジー4コマ」（『週刊少年マガジン』2021年51号[9]）

#### 書籍（一般向け）
- 『ドクザクラ』、原作：MITA、小学館〈裏少年サンデーコミックス〉2019年 - 2020年、全5巻
  1. 2019年8月19日発売[4]、ISBN 978-4-09-129385-5
  2. 2020年1月17日発売[10]、ISBN 978-4-09-129539-2
  3. 2020年6月12日発売[11]、ISBN 978-4-09-850145-8
  4. 2020年10月16日発売[12]、ISBN 978-4-09-850292-9
  5. 2020年12月11日発売[13]、ISBN 978-4-09-850359-9
- 『ギルティサークル』、原作：門馬司、講談社〈KCデラックス〉2021年 - 、既刊17巻（2025年8月7日現在）
  1. 2021年9月9日発売[3][14]、ISBN 978-4-06-524833-1
  2. 2021年12月9日発売[15]、ISBN 978-4-06-526273-3
  3. 2022年3月9日発売[16]、ISBN 978-4-06-527264-0
  4. 2022年6月9日発売[17]、ISBN 978-4-06-528165-9
  5. 2022年9月9日発売[18]、ISBN 978-4-06-529090-3
  6. 2022年12月9日発売[19]、ISBN 978-4-06-529949-4
  7. 2023年3月9日発売[20]、ISBN 978-4-06-530916-2
  8. 2023年6月8日発売[21]、ISBN 978-4-06-531878-2
  9. 2023年9月8日発売[22]、ISBN 978-4-06-532883-5
  10. 2023年11月9日発売[23]、ISBN 978-4-06-533503-1
  11. 2024年2月8日発売[24]、ISBN 978-4-06-534545-0
  12. 2024年5月9日発売[25]、ISBN 978-4-06-535502-2
  13. 2024年8月7日発売[26]、ISBN 978-4-06-536512-0
  14. 2024年11月8日発売[27]、ISBN 978-4-06-537424-5
  15. 2025年2月7日発売[28]、ISBN 978-4-06-538411-4
  16. 2025年5月9日発売[29]、ISBN 978-4-06-539457-1
  17. 2025年8月7日発売[30]、ISBN 978-4-06-540363-1

### 成人向け

#### 連載（成人向け）
- 清楚ビッチと純情ギャル（『コミックグレープ』Vol.50 - Vol.53、全3話） - 『日常ビッチ性体観察』に収録。

#### 読み切り（成人向け）
- 美人姉調教 姉弟ライブセックス配信！（『コミックグレープ』Vol.42）
- 学園ペット部調教飼育記 〜三匹の愛奴〜（『コミックグレープ』Vol.44） - 『日常ビッチ性体観察』に収録。
- 休み時間の女教師玩具（『comicアンスリウム』2017年7月号） - 『日常ビッチ性体観察』に収録。
- 狩られた若妻 駅のトイレで寝取られ情事（『コミックグレープ』Vol.46） - 『日常ビッチ性体観察』に収録。
- 受付嬢はハメ撮りがお好き？ 〜OL深夜の秘めゴト〜（『コミックグレープ』Vol.47） - 『日常ビッチ性体観察』に収録。
- 童貞つまみ喰いカウンセラー 友人の息子に禁断筆おろし（『コミックグレープ』Vol.48） - 『日常ビッチ性体観察』に収録。
- 小窓に隠れて… 〜人妻の淫らなアルバイト〜（『コミックマグナム』Vol.106） - 『日常ビッチ性体観察』に収録。
- 生意気姉に教育的指導 蒸れタイツで足コキ強要（『コミックグレープ』Vol.55） - 『日常ビッチ性体観察』に収録。
- 委員長はボクの筆箱 おさげ娘を強制異物調教（『コミックグレープ』Vol.57）
- 親友の母は雌犬 〜息子と一緒に二穴開発〜（『コミックグレープ』Vol.60）
- 枕の訪問販売員の私が枕営業するなんて!? おひざもアソコも最高のフィット感です♡（『コミックグレープ』Vol.61）
- カップルデリヘルを頼んだら親友夫妻が来た件（『マガジンサイベリア』Vol.143） - カバーイラストも担当。

#### 書籍（成人向け）
- 『日常ビッチ性体観察』ジーオーティー〈GOT COMICS〉、2018年6月25日発売[31]、ISBN 978-4-8148-0094-0